# Северный Челекенский залив
Се́верный Челеке́нский зали́в (туркм. Demirgazyk Çeleken aýlagy) — юго-восточная часть залива Туркменбашы Каспийского моря у северного берега полуострова Челекен. Отделён от моря Северной Челекенской косой.
Длина залива составляет 20 км, ширина — 25 км, глубина достигает 3,8 м. Вход в залив обмелён и недоступен для судов.
На юго-востоке внутри Северного Челекенского залива выделяется залив Дервиш, на востоке от него отходит узкий Михайловский залив, от которого ответвляются узкие и длинные заливы Узынада и Гыраяк.